# パンダコパンダ 雨ふりサーカスの巻
『パンダコパンダ 雨ふりサーカスの巻』（パンダ・コパンダ あめふりサーカスのまき）は、東京ムービーの劇場用中編アニメーション。1973年3月17日公開、カラー38分。劇場用中編アニメーション『パンダコパンダ』の続編として制作された。
本作品は東宝チャンピオンまつりの1本として公開されたが、メイン作品であった『ゴジラ対メガロ』よりも人気を博したとされる。なお全く同じ日には「東映まんがまつり」でも、長編アニメ『パンダの大冒険』（制作：東映動画。演出：芹川有吾）が公開し、期せずしてパンダ映画同士がぶつかる形となった。

## ストーリー
一つ屋根の下で暮らすミミ子とパパンダ、パン親子の家に、1匹のトラの子が迷い込む。その子トラは近所に巡業して来たサーカス団から逃げ出したトラだった。それがきっかけとなり、ミミ子たちはサーカスへ招待されることになる。だがその晩は大雨が降り、朝になるとあたり一面家を覆うほどの大洪水となっていた。ミミ子たちは、洪水のために立ち往生していたサーカス団の動物たちを救うため、ベッドをいかだ代わりに助けに向かう。

## スタッフ
- 脚本、美術設定、画面構成：宮崎駿
- 作画監督：大塚康生、小田部羊一
- 美術監督：小林七郎
- 撮影監督：清水達正
- 音楽：佐藤允彦
- 原画：河内日出夫、近藤喜文、竹内留吉、中村英一、青木悠三、本多敏行、本木久年、大塚康生、宮崎駿、小田部洋一、村田耕一、才田俊次、矢沢則夫、金沢比呂司
- 動画：平田珠代、有原誠治、山田道代、福冨博、春貴健二、上野めぐみ、大竹伸一、堀江孝男、大島聡、田中ともこ、村田まり子、棚橋一徳、棚橋美智子、福原兼節、須田裕美子、千葉雅子、篠原六
- 背景：小林プロダクション
- 撮影：東京アニメーションフィルム
- 現像：東京現像所
- 編集：井上和夫
- 録音：田代敦巳
- 技術：新坂スタジオ
- 効果：石田サウンドクループ
- 制作進行：真田芳房、村上寛
- 演出助手：熊崎哲男
- 仕上監督：山浦浩子
- 演出：高畑勲
- 制作協力：Aプロダクション
- 制作：東京ムービー
- 主題歌：「ミミちゃんとパンダ・コパンダ」歌：水森亜土

## 声の出演
ミミ子
杉山佳寿子
赤毛の三つ編みをした小学生の女の子。明るく元気で、少々のことには動じない性格。本作では一軒家でパンダ父子と暮らしており、離れた場所で暮らす祖母に時々手紙を送って近況を報告している。逆立ち（両脚を広げたY字型の倒立）が得意で、作中では嬉しい時や楽しい時によく逆立ちしている。ある日自宅にやって来たトラと親しくなる。トラとパンとお使いに出かけた所、2匹が勝手にサーカス団に行ったため探しに行く。
パパンダ
熊倉一雄
ジャイアントパンダで、大人の男性かそれ以上の大きさ。パンの父で、ミミ子の父役としても一緒に過ごす。作中では人間のように二足歩行で動いたり人語を理解しており、ミミ子たちとも普通に会話する。かなりの力持ち。街が洪水で水浸しになった後、ミミ子と一緒にサーカスの動物たちを助けに向かう。
パン
丸山裕子
パパンダの息子。ジャイアントパンダだが、幼いため体はまだまだ小さい。パパンダと同じく人間の言葉が話せる。好奇心旺盛でわんぱくな性格なため、時々騒動になることがある。ある夜ミミ子たちと帰宅した所、自身と同じくらいの大きさの足跡などから何者か（トラ）が家に侵入したことに気づく。後日街に来たサーカス小屋に訪れ、騒動を起こす。
トラ
太田淑子
動物のトラの子供で、本人の名前も“トラ”である。サーカス団では母親トラやその他の動物たちと一緒に暮らしている。冒頭でサーカス団から抜け出した後、ミミ子の家にこっそり忍び込んだことで彼女やパンダ親子と暮らし始める。パンとは兄弟か親友のように親しく過ごす。バランス芸が得意で玉乗りをする他、作中では時々しっぽだけで立つ動作をしている。
サーカス団長
和田文夫
サーカス団を経営者。冒頭でミミ子が暮らす街にやって来る。トラの飼い主で、“トラちゃん”と呼びかわいがっている。ある夜、サーカス団からいなくなったトラを探しに、ミミ子の自宅に探しに来る。後日洪水でサーカスの小屋が水浸しになり、動物たちを助ける方法が分からず悩む。
サーカス団員
山田康雄
団長と共にトラを探しにミミ子の自宅に訪れ、そこにあった巨大な歯ブラシやスプーンを見て「こんなデカい歯ブラシ、どんなに大きな人が使うんだろう？！」と怖がる。
おまわりさん
安原義人
街が洪水で水浸しになった後、サーカス団の動物たちを助けに来たミミ子と会話する。また、ミミ子が乗った機関車が街の一般道を走り出したため、止めようとする。
ナナ
弥永和子
カヨ
松金よね子
（テアトル・エコー研究員）

## 備考
- 前作でパンを演じ、本作でトラを演じた太田淑子は、『パンダの大冒険』でも子パンダのロンロンを演じている。
- 後半の蒸気機関車の疾走シーンの一部は、本作と同じくAプロダクションによって制作された『ルパン三世』（テレビ第1シリーズ）第21話「ジャジャ馬娘を助けだせ!」の機関車疾走シーンを同じ構図で流用している。
- 前作及び本作のヒットにより、テレビアニメ版『パンダ・コパンダ』〔ママ〕の企画が立てられたが、未制作に終わっている[3]。

## 同時上映
- ゴジラ対メガロ
- 飛び出せ!青春（劇場用新作）
- ジャングル黒べえ